# Santa María Zacatepec (kommun)
Santa María Zacatepec är en kommun i Mexiko.   Den ligger i delstaten Oaxaca, i den sydöstra delen av landet, 300 km söder om huvudstaden Mexico City.
Följande samhällen finns i Santa María Zacatepec:
- Santa María Zacatepec
- Santa Cruz Tutiahua
- Guadalupe Nuevo Centro
- San Antonio Zaragoza
- El Coyulito
- El Cuete
- San Marcos Nejapa
- San Juan Viejo
- Llano Chapultepec
- Rancho San Pedro
- Santa Cruz de Rufino Tamayo
- La Virgen